# Сан-Хуан (река, впадает в Карибское море)
Сан-Хуан (исп. Río San Juan) — река в Никарагуа. Длина реки составляет примерно 192 километра. Расход воды в среднем течении — 338 м³/с.
Река берёт начало в озере Никарагуа и впадает в Карибское море. Значительная часть границы Никарагуа и Коста-Рики проходит по реке. Один из притоков Сан-Хуана — река Сарапики.

## История
Своё название река получила после открытия испанцами в 1525 году.
До постройки Панамского канала река Сан-Хуан использовалась для перевозки грузов и людей между океанами. Это был самый короткий водный путь с пересадками с востока на запад США. Во время калифорнийской золотой лихорадки американская транзитная компания Корнелиуса Вандербильта использовала этот путь для перевозки будущих старателей на восточное побережье США.
В XIX веке появились проекты строительства Никарагуанского канала, соединяющего Атлантический и Тихий океаны. Наряду с озером Никарагуа, реку Сан-Хуан предполагалось использовать как часть маршрута.
Река Сан-Хуан не раз приводила к конфликтам между Коста-Рикой и Никарагуа.
- В период с 1981 по 1990 год «контрас», базовые лагеря которых находились на территории Коста-Рики, практически полностью блокировали судоходство на реке, что нанесло значительный ущерб экономике Никарагуа[2].
- В 1982 году правительством Никарагуа и правительством Коста-Рики был заключен договор о совместном патрулировании приграничной территории, устанавливавший линию разграничения на реке Сан-Хуан и порядок её патрулирования[2].

21 декабря 1987 года самолёт DC-6BF (бортовой номер YN-BFO) авиакомпании «Aeronica» во время выполнения рейса из Манагуа в город Панама был атакован боевиками «контрас». В результате обстрела из пулемёта был повреждён фюзеляж и ранены члены экипажа, вслед за этим взрыв ракеты «Redeye» разрушил внутренний правый двигатель и повредил второй двигатель на правом крыле, после чего самолёт почти полностью потерял управление. Тем не менее, экипаж сумел совершить вынужденную посадку на реку Сан-Хуан. Ни один из находившихся на борту шести членов экипажа не погиб, но самолёт был признан не подлежащим восстановлению.
В 1998 году между Никарагуа и Коста-Рикой вновь возникли разногласия о порядке судоходства по реке Сан-Хуан, которые полностью не решены до сих пор. Коста-риканской полицией запрещена навигация на реке.